# Constitutionele Partij (Peru)
De Constitutionele Partij (Partido Constitucional) was een politieke partij in Peru. De partij werd opgericht door Andrés Avelino Cáceres. De partij bracht drie presidenten voort tijdens de periode die in de Peruviaanse geschiedenis bekendstaat als de van Nationale Wederopbouw (Reconstrucción Nacional):
- 1886-1890: Andrés Avelino Cáceres
- 1890-1894: Remigio Morales Bermúdez (overleden tijdens zijn ambtstijd)
- 1894: Justiniano Borgoño (interim-president)
- 1894-1895: Andrés Avelino Cáceres (opnieuw)